# 洪池镇
洪池镇，原为洪池乡，是中华人民共和国山西省运城市平陆县下辖的一个乡镇级行政单位。2021年4月20日，撤乡设镇。

## 行政区划
洪池镇下辖以下地区：
岳村、刘湛村、南坡村、南后村、西张村、南洪村、上洪村、湖村、南王村、堡子村、北马村、坑底村、西郑村、吕沟村、林场村和耙耱村。